# Kwas rozmarynowy
Kwas rozmarynowy – organiczny związek chemiczny, ester kwasu kawowego oraz kwasu 3,4-dihydroksyfenylomlekowego, występujący głównie u gatunków z rodziny ogórecznikowatych i podrodziny Nepetoideae. Jest to czerwono-pomarańczowy proszek, słabo rozpuszczalny w wodzie, ale dobrze rozpuszczalny w większości rozpuszczalników organicznych. Jest jedną z substancji polifenolowych zawartych w ziołach kulinarnych, takich jak pachnotka, rozmaryn, szałwia, mięta i bazylia.

## Budowa
Kwas rozmarynowy zawiera dwie polifenolowe reszty pirokatechiny połączone 6-członowym łańcuchem, w którym obecne jest wiązanie estrowe, wiązanie podwójne i boczna grupa karboksylowa. Jeden z atomów węgla stanowi centrum stereogeniczne. W naturalnie występującym związku ma on konfigurację R.

## Biosynteza
W organizmach wyjściowymi substratami do jego biosyntezy są 2 aminokwasy białkowe – L-fenyloalanina i L-tyrozyna. Pierwszymi etapami są deaminacje obu amionokwasów. Z tyrozyny powstaje w ten sposób kwas p-hydroksyfenylopirogronowy, który ulega stereoselektywnej redukcji do kwasu (R)-p-hydroksyfenylomlekowego. Z fenyloalaniny natomiast powstaje kwas cynamonowy, hydroksylowany następnie do kwasu p-kumarowego, który po aktywacji koenzymem A tworzy ester z kwasem p-hydroksyfenylomlekowym. Do obu grup fenylowych powstałego związku hydroksylazy dołączają drugą grupę hydroksylową, w efekcie czego powstaje kwas rozmarynowy:

## Działanie i właściwości
W badaniach na myszach stwierdzono, iż kwas rozmarynowy hamuje rozwój nowotworów oraz ma właściwości przeciwzapalne i przeciwwirusowe. Zmniejszał także śmiertelność myszy zakażonych wirusem japońskiego zapalenia mózgu. Ma właściwości przeciwutleniające, stabilizuje błony biologiczne, chroni przed szkodliwym wpływem promieniowania UV i reaktywnych form tlenu, w tym także wolnych rodników, działa przeciwzapalnie, antyproliferacyjnie, przeciwbakteryjnie, przeciwwirusowo, przeciwhormonalnie. Posiada ponadto nieznaczne właściwości przeciwalergiczne, a pochodne estrowe właściwości żółciotwórcze i żółciopędne. Cechuje go aktywność immunomodulująca. Pobudza produkcję prostaglandyny E2 oraz obniża syntezę leukotrienów B4 w ludzkich leukocytach różnokształtnojądrowych.